# Tour de Grande-Bretagne 2009
Le Tour de Grande-Bretagne 2009 est la 6e édition de la nouvelle formule du Tour de Grande-Bretagne et la 70e édition toutes formules confondues. C'est une course UCI de catégorie 2.1, de huit étapes, qui s'est déroulée du 12 au 19 septembre. Elle fait partie de l'UCI Europe Tour 2009. La course commence à Scunthorpe et se termine avec un circuit à Londres.

## Équipes participantes
Les 16 équipes participantes sont:
| Équipes UCI ProTour - ALM - AG2R La Mondiale - EUS - Euskaltel-Euskadi - GRM - Garmin-Slipstream - KAT - Katusha - RAB - Rabobank - THR - Columbia | Équipes UCI ProContinental - BAR - Barloworld - CTT - Cervélo TestTeam - CSF - CSF Group Navigare - ISD - ISD-Neri - TSV - Topsport Vlaanderen-Mercator - VAC - Vacansoleil - AGR - Agritubel | Équipes UCI Continental - CTV - Candi TV-Marshalls Pasta RT - HAF - Halfords Bikehut - RCR - Rapha Condor - TMB - Joker Bianchi |

## Étapes

### 1reétape
12 septembre 2009 - Scunthorpe à York, 172 km
|    | Coureur              | Pays        | Équipe                       | Temps           |
| -- | -------------------- | ----------- | ---------------------------- | --------------- |
| 1  | Christopher Sutton   | Australie   | Garmin-Slipstream            | 4 h 07 min 59 s |
| 2  | Michele Merlo        | Italie      | Barloworld                   | m.t.            |
| 3  | Ben Swift            | Royaume-Uni | Katusha                      | m.t.            |
| 4  | Russell Downing      | Royaume-Uni | Candi TV-Marshalls Pasta RT  | m.t.            |
| 5  | Pieter Vanspeybrouck | Belgique    | Topsport Vlaanderen-Mercator | m.t.            |
| 6  | Reinier Honig        | Pays-Bas    | Vacansoleil                  | m.t.            |
| 7  | Martin Reimer        | Allemagne   | Cervélo TestTeam             | m.t.            |
| 8  | Lloyd Mondory        | France      | AG2R La Mondiale             | m.t.            |
| 9  | Ian Wilkinson        | Royaume-Uni | Halfords                     | m.t.            |
| 10 | Tim Mertens          | Belgique    | Topsport Vlaanderen-Mercator | m.t.            |

|    | Coureur              | Pays        | Équipe                       | Temps           |
| -- | -------------------- | ----------- | ---------------------------- | --------------- |
| 1  | Christopher Sutton   | Australie   | Garmin-Slipstream            | 4 h 07 min 49 s |
| 2  | Michele Merlo        | Italie      | Barloworld                   | + 4 s           |
| 3  | Martin Mortensen     | Danemark    | Vacansoleil                  | m.t.            |
| 4  | Ben Swift            | Royaume-Uni | Katusha                      | + 6 s           |
| 5  | Russell Downing      | Royaume-Uni | Candi TV-Marshalls Pasta RT  | + 9 s           |
| 6  | Alexander Kristoff   | Norvège     | Joker Bianchi                | m.t.            |
| 7  | Edvald Boasson Hagen | Norvège     | Columbia                     | m.t.            |
| 8  | Pieter Vanspeybrouck | Belgique    | Topsport Vlaanderen-Mercator | + 10 s          |
| 9  | Reinier Honig        | Pays-Bas    | Vacansoleil                  | m.t.            |
| 10 | Martin Reimer        | Allemagne   | Cervélo TestTeam             | m.t.            |

### 2eétape
13 septembre 2009 - Darlington à Gateshead, 153,3 km
|    | Coureur              | Pays        | Équipe                       | Temps           |
| -- | -------------------- | ----------- | ---------------------------- | --------------- |
| 1  | Kai Reus             | Pays-Bas    | Rabobank                     | 3 h 38 min 32 s |
| 2  | Alexander Kristoff   | Norvège     | Joker Bianchi                | + 9 s           |
| 3  | Edvald Boasson Hagen | Norvège     | Columbia                     | m.t.            |
| 4  | Martin Reimer        | Allemagne   | Cervélo TestTeam             | m.t.            |
| 5  | Danilo Napolitano    | Italie      | Katusha                      | m.t.            |
| 6  | Michele Merlo        | Italie      | Barloworld                   | m.t.            |
| 7  | Malcolm Elliott      | Royaume-Uni | Candi TV-Marshalls Pasta RT  | m.t.            |
| 8  | Pierpaolo De Negri   | Italie      | ISD-Neri                     | m.t.            |
| 9  | Christopher Sutton   | Australie   | Garmin-Slipstream            | m.t.            |
| 10 | Pieter Vanspeybrouck | Belgique    | Topsport Vlaanderen-Mercator | m.t.            |

|    | Coureur              | Pays        | Équipe                       | Temps           |
| -- | -------------------- | ----------- | ---------------------------- | --------------- |
| 1  | Kai Reus             | Pays-Bas    | Rabobank                     | 7 h 46 min 14 s |
| 2  | Christopher Sutton   | Australie   | Garmin-Slipstream            | + 16 s          |
| 3  | Alexander Kristoff   | Norvège     | Joker Bianchi                | + 19 s          |
| 4  | Michele Merlo        | Italie      | Barloworld                   | + 20 s          |
| 5  | Edvald Boasson Hagen | Norvège     | Columbia                     | + 21 s          |
| 6  | Russell Downing      | Royaume-Uni | Candi TV-Marshalls Pasta RT  | + 25 s          |
| 7  | Martin Reimer        | Allemagne   | Cervélo TestTeam             | + 26 s          |
| 8  | Pieter Vanspeybrouck | Belgique    | Topsport Vlaanderen-Mercator | m.t.            |
| 9  | Malcolm Elliott      | Royaume-Uni | Candi TV-Marshalls Pasta RT  | m.t.            |
| 10 | Reinier Honig        | Pays-Bas    | Vacansoleil                  | m.t.            |

### 3eétape
14 septembre 2009 - Peebles à Gretna Green, 153,8 km
|    | Coureur              | Pays        | Équipe                      | Temps           |
| -- | -------------------- | ----------- | --------------------------- | --------------- |
| 1  | Edvald Boasson Hagen | Norvège     | Columbia                    | 3 h 38 min 01 s |
| 2  | Michele Merlo        | Italie      | Barloworld                  | m.t.            |
| 3  | Christopher Sutton   | Australie   | Garmin-Slipstream           | m.t.            |
| 4  | Danilo Napolitano    | Italie      | Katusha                     | m.t.            |
| 5  | Davide Appollonio    | Italie      | Cervélo TestTeam            | m.t.            |
| 6  | Russell Downing      | Royaume-Uni | Candi TV-Marshalls Pasta RT | m.t.            |
| 7  | Alexander Kristoff   | Norvège     | Joker Bianchi               | m.t.            |
| 8  | Pierpaolo De Negri   | Italie      | ISD-Neri                    | m.t.            |
| 9  | Graeme Brown         | Australie   | Rabobank                    | m.t.            |
| 10 | Geraint Thomas       | Royaume-Uni | Barloworld                  | m.t.            |

|    | Coureur              | Pays        | Équipe                       | Temps            |
| -- | -------------------- | ----------- | ---------------------------- | ---------------- |
| 1  | Kai Reus             | Pays-Bas    | Rabobank                     | 11 h 24 min 15 s |
| 2  | Edvald Boasson Hagen | Norvège     | Columbia                     | + 11 s           |
| 3  | Christopher Sutton   | Australie   | Garmin-Slipstream            | + 12 s           |
| 4  | Michele Merlo        | Italie      | Barloworld                   | + 14 s           |
| 5  | Martin Reimer        | Allemagne   | Cervélo TestTeam             | + 17 s           |
| 6  | Alexander Kristoff   | Norvège     | Joker Bianchi                | + 19 s           |
| 7  | Rob Ruijgh           | Pays-Bas    | Vacansoleil                  | + 23 s           |
| 8  | Russell Downing      | Royaume-Uni | Candi TV-Marshalls Pasta RT  | + 25 s           |
| 9  | Danilo Napolitano    | Italie      | Katusha                      | + 26 s           |
| 10 | Pieter Vanspeybrouck | Belgique    | Topsport Vlaanderen-Mercator | m.t.             |

### 4eétape
15 septembre 2009 - Stanley Park, Blackpool à Blackpool, 148 km
|    | Coureur              | Pays        | Équipe                      | Temps           |
| -- | -------------------- | ----------- | --------------------------- | --------------- |
| 1  | Edvald Boasson Hagen | Norvège     | Columbia                    | 3 h 32 min 04 s |
| 2  | Christopher Sutton   | Australie   | Garmin-Slipstream           | m.t.            |
| 3  | Martin Reimer        | Allemagne   | Cervélo TestTeam            | m.t.            |
| 4  | Russell Downing      | Royaume-Uni | Candi TV-Marshalls Pasta RT | m.t.            |
| 5  | Koldo Fernández      | Espagne     | Euskaltel-Euskadi           | m.t.            |
| 6  | Tony Martin          | Allemagne   | Columbia                    | m.t.            |
| 7  | Renaud Dion          | France      | AG2R La Mondiale            | m.t.            |
| 8  | Mauro Finetto        | Italie      | CSF Group Navigare          | m.t.            |
| 9  | Graham Briggs        | Royaume-Uni | Candi TV-Marshalls Pasta RT | m.t.            |
| 10 | Malcolm Elliott      | Royaume-Uni | Candi TV-Marshalls Pasta RT | m.t.            |

|    | Coureur              | Pays      | Équipe            | Temps            |
| -- | -------------------- | --------- | ----------------- | ---------------- |
| 1  | Kai Reus             | Pays-Bas  | Rabobank          | 14 h 56 min 19 s |
| 2  | Edvald Boasson Hagen | Norvège   | Columbia          | + 1 s            |
| 3  | Christopher Sutton   | Australie | Garmin-Slipstream | + 5 s            |
| 4  | Martin Reimer        | Allemagne | Cervélo TestTeam  | + 11 s           |
| 5  | Michele Merlo        | Italie    | Barloworld        | + 14 s           |
| 6  | Alexander Kristoff   | Norvège   | Joker Bianchi     | + 19 s           |
| 7  | Simon Clarke         | Australie | ISD-Neri          | + 21 s           |
| 8  | Reinier Honig        | Pays-Bas  | Vacansoleil       | + 23 s           |
| 9  | Rob Ruijgh           | Pays-Bas  | Vacansoleil       | m.t.             |
| 10 | Geoffroy Lequatre    | France    | Agritubel         | m.t.             |

### 5eétape
16 septembre 2009 - Britannia Stadium à Stoke-on-Trent, 134 km
|    | Coureur              | Pays        | Équipe                      | Temps           |
| -- | -------------------- | ----------- | --------------------------- | --------------- |
| 1  | Edvald Boasson Hagen | Norvège     | Columbia                    | 3 h 15 min 57 s |
| 2  | Filippo Pozzato      | Italie      | Katusha                     | m.t.            |
| 3  | Russell Downing      | Royaume-Uni | Candi TV-Marshalls Pasta RT | m.t.            |
| 4  | Aitor Galdós         | Espagne     | Euskaltel-Euskadi           | m.t.            |
| 5  | Simon Clarke         | Australie   | ISD-Neri                    | m.t.            |
| 6  | Reinier Honig        | Pays-Bas    | Vacansoleil                 | m.t.            |
| 7  | Pierpaolo De Negri   | Italie      | ISD-Neri                    | m.t.            |
| 8  | Carlo Scognamiglio   | Italie      | Barloworld                  | m.t.            |
| 9  | Christopher Sutton   | Australie   | Garmin-Slipstream           | m.t.            |
| 10 | Mauro Finetto        | Italie      | CSF Group Navigare          | m.t.            |

|    | Coureur              | Pays        | Équipe                      | Temps            |
| -- | -------------------- | ----------- | --------------------------- | ---------------- |
| 1  | Edvald Boasson Hagen | Norvège     | Columbia                    | 18 h 12 min 07 s |
| 2  | Kai Reus             | Pays-Bas    | Rabobank                    | + 9 s            |
| 3  | Christopher Sutton   | Australie   | Garmin-Slipstream           | + 14 s           |
| 4  | Martin Reimer        | Allemagne   | Cervélo TestTeam            | + 17 s           |
| 5  | Russell Downing      | Royaume-Uni | Candi TV-Marshalls Pasta RT | + 29 s           |
| 6  | Simon Clarke         | Australie   | ISD-Neri                    | + 30 s           |
| 7  | Geoffroy Lequatre    | France      | Agritubel                   | m.t.             |
| 8  | Reinier Honig        | Pays-Bas    | Vacansoleil                 | + 32 s           |
| 9  | Rob Ruijgh           | Pays-Bas    | Vacansoleil                 | m.t.             |
| 10 | Federico Canuti      | Italie      | CSF Group Navigare          | + 34 s           |

### 6eétape
17 septembre 2009 - Frome à Bideford, 183,7 km
|    | Coureur              | Pays        | Équipe                      | Temps           |
| -- | -------------------- | ----------- | --------------------------- | --------------- |
| 1  | Edvald Boasson Hagen | Norvège     | Columbia                    | 4 h 05 min 20 s |
| 2  | Martin Reimer        | Allemagne   | Cervélo TestTeam            | m.t.            |
| 3  | Russell Downing      | Royaume-Uni | Candi TV-Marshalls Pasta RT | m.t.            |
| 4  | Koldo Fernández      | Espagne     | Euskaltel-Euskadi           | m.t.            |
| 5  | Pierpaolo De Negri   | Italie      | ISD-Neri                    | m.t.            |
| 6  | Michele Merlo        | Italie      | Barloworld                  | m.t.            |
| 7  | Christopher Sutton   | Australie   | Garmin-Slipstream           | m.t.            |
| 8  | Reinier Honig        | Pays-Bas    | Vacansoleil                 | m.t.            |
| 9  | Alan Marangoni       | Italie      | CSF Group Navigare          | m.t.            |
| 10 | Davide Appollonio    | Italie      | Cervélo TestTeam            | m.t.            |

|    | Coureur              | Pays        | Équipe                      | Temps            |
| -- | -------------------- | ----------- | --------------------------- | ---------------- |
| 1  | Edvald Boasson Hagen | Norvège     | Columbia                    | 22 h 17 min 17 s |
| 2  | Kai Reus             | Pays-Bas    | Rabobank                    | + 19 s           |
| 3  | Martin Reimer        | Allemagne   | Cervélo TestTeam            | + 21 s           |
| 4  | Christopher Sutton   | Australie   | Garmin-Slipstream           | + 24 s           |
| 5  | Russell Downing      | Royaume-Uni | Candi TV-Marshalls Pasta RT | + 35 s           |
| 6  | Geraint Thomas       | Royaume-Uni | Barloworld                  | + 36 s           |
| 7  | Geoffroy Lequatre    | France      | Agritubel                   | + 40 s           |
| 8  | Simon Clarke         | Australie   | ISD-Neri                    | m.t.             |
| 9  | Reinier Honig        | Pays-Bas    | Vacansoleil                 | + 42 s           |
| 10 | Serge Pauwels        | Belgique    | Cervélo TestTeam            | m.t.             |

### 7eétape
18 septembre 2009 - Hatherleigh à Yeovil, 159,7 km
|    | Coureur              | Pays        | Équipe                       | Temps           |
| -- | -------------------- | ----------- | ---------------------------- | --------------- |
| 1  | Ben Swift            | Royaume-Uni | Katusha                      | 3 h 52 min 19 s |
| 2  | Filippo Pozzato      | Italie      | Katusha                      | m.t.            |
| 3  | Edvald Boasson Hagen | Norvège     | Columbia                     | m.t.            |
| 4  | Mauro Finetto        | Italie      | CSF Group Navigare           | m.t.            |
| 5  | Alan Marangoni       | Italie      | CSF Group Navigare           | m.t.            |
| 6  | Geraint Thomas       | Royaume-Uni | Barloworld                   | m.t.            |
| 7  | Kai Reus             | Pays-Bas    | Rabobank                     | m.t.            |
| 8  | Christopher Sutton   | Australie   | Garmin-Slipstream            | m.t.            |
| 9  | Kristof Vandewalle   | Belgique    | Topsport Vlaanderen-Mercator | m.t.            |
| 10 | Huub Duyn            | Pays-Bas    | Garmin-Slipstream            | m.t.            |

|    | Coureur              | Pays        | Équipe                      | Temps            |
| -- | -------------------- | ----------- | --------------------------- | ---------------- |
| 1  | Edvald Boasson Hagen | Norvège     | Columbia                    | 26 h 09 min 32 s |
| 2  | Kai Reus             | Pays-Bas    | Rabobank                    | + 23 s           |
| 3  | Martin Reimer        | Allemagne   | Cervélo TestTeam            | + 25 s           |
| 4  | Christopher Sutton   | Australie   | Garmin-Slipstream           | + 28 s           |
| 5  | Russell Downing      | Royaume-Uni | Candi TV-Marshalls Pasta RT | + 37 s           |
| 6  | Geraint Thomas       | Royaume-Uni | Barloworld                  | + 40 s           |
| 7  | Geoffroy Lequatre    | France      | Agritubel                   | + 43 s           |
| 8  | Simon Clarke         | Australie   | ISD-Neri                    | + 44 s           |
| 9  | Reinier Honig        | Pays-Bas    | Vacansoleil                 | + 46 s           |
| 10 | Kristian House       | Royaume-Uni | Rapha Condor                | m.t.             |

### 8eétape
19 septembre 2009 - Whitehall,Westminster à Whitehall,Westminster, 92,5 km
|    | Coureur            | Pays        | Équipe                      | Temps           |
| -- | ------------------ | ----------- | --------------------------- | --------------- |
| 1  | Michele Merlo      | Italie      | Barloworld                  | 1 h 56 min 55 s |
| 2  | Koldo Fernández    | Espagne     | Euskaltel-Euskadi           | m.t.            |
| 3  | Christopher Sutton | Australie   | Garmin-Slipstream           | m.t.            |
| 4  | Pierpaolo De Negri | Italie      | ISD-Neri                    | m.t.            |
| 5  | Rob Hayles         | Royaume-Uni | Halfords                    | m.t.            |
| 6  | Russell Downing    | Royaume-Uni | Candi TV-Marshalls Pasta RT | m.t.            |
| 7  | Reinier Honig      | Pays-Bas    | Vacansoleil                 | m.t.            |
| 8  | Peter Williams     | Royaume-Uni | Candi TV-Marshalls Pasta RT | m.t.            |
| 9  | Malcolm Elliott    | Royaume-Uni | Candi TV-Marshalls Pasta RT | m.t.            |
| 10 | Danilo Napolitano  | Italie      | Katusha                     | m.t.            |

|    | Coureur              | Pays        | Équipe                      | Temps            |
| -- | -------------------- | ----------- | --------------------------- | ---------------- |
| 1  | Edvald Boasson Hagen | Norvège     | Columbia                    | 28 h 06 min 24 s |
| 2  | Christopher Sutton   | Australie   | Garmin-Slipstream           | + 23 s           |
| 3  | Martin Reimer        | Allemagne   | Cervélo TestTeam            | + 25 s           |
| 4  | Kai Reus             | Pays-Bas    | Rabobank                    | + 26 s           |
| 5  | Russell Downing      | Royaume-Uni | Candi TV-Marshalls Pasta RT | + 39 s           |
| 6  | Geraint Thomas       | Royaume-Uni | Barloworld                  | + 43 s           |
| 7  | Geoffroy Lequatre    | France      | Agritubel                   | m.t.             |
| 8  | Simon Clarke         | Australie   | ISD-Neri                    | + 47 s           |
| 9  | Reinier Honig        | Pays-Bas    | Vacansoleil                 | + 49 s           |
| 10 | Kristian House       | Royaume-Uni | Rapha Condor                | m.t.             |

## Évolution des classements
| Étape            | Vainqueur            | Classement général General Classification | Classement sprinteurs Sprinters Jersey | Classement de la montagne Red Jersey | Classement par points Points Jersey | Classement par équipes Team Classification |
| ---------------- | -------------------- | ----------------------------------------- | -------------------------------------- | ------------------------------------ | ----------------------------------- | ------------------------------------------ |
| 1                | Christopher Sutton   | Christopher Sutton                        | Thomas De Gendt                        | Martin Mortensen                     | Christopher Sutton                  | Cervélo TestTeam                           |
| 2                | Kai Reus             | Kai Reus                                  | Thomas De Gendt                        | Thomas De Gendt                      | Michele Merlo                       | Rabobank                                   |
| 3                | Edvald Boasson Hagen | Kai Reus                                  | Thomas De Gendt                        | Thomas De Gendt                      | Michele Merlo                       | Rabobank                                   |
| 4                | Edvald Boasson Hagen | Kai Reus                                  | Thomas De Gendt                        | Thomas De Gendt                      | Christopher Sutton                  | Rabobank                                   |
| 5                | Edvald Boasson Hagen | Edvald Boasson Hagen                      | Thomas De Gendt                        | Thomas De Gendt                      | Edvald Boasson Hagen                | Rabobank                                   |
| 6                | Edvald Boasson Hagen | Edvald Boasson Hagen                      | Thomas De Gendt                        | Thomas De Gendt                      | Edvald Boasson Hagen                | Rabobank                                   |
| 7                | Ben Swift            | Edvald Boasson Hagen                      | Thomas De Gendt                        | Thomas De Gendt                      | Edvald Boasson Hagen                | Rabobank                                   |
| 8                | Michele Merlo        | Edvald Boasson Hagen                      | Thomas De Gendt                        | Thomas De Gendt                      | Edvald Boasson Hagen                | Rabobank                                   |
| Classement final | Classement final     | Edvald Boasson Hagen                      | Thomas De Gendt                        | Thomas De Gendt                      | Edvald Boasson Hagen                | Rabobank                                   |